# João Carlos da Rocha Mattos
João Carlos da Rocha Mattos (São Paulo, 1948 – São Paulo, 2 de setembro de 2022) foi um ex-magistrado brasileiro, preso pela Polícia Federal durante a Operação Anaconda.

## Carreira
As primeiras acusações por suspeitas de vendas de sentenças datam do fim da década de 1980, de acordo com os denunciantes, cobraria 2 milhões de dólares para beneficiar uma das partes.
Em 1992, foi afastado depois de ameaçar o então presidente daquele tribunal, o desembargador Homar Cais; retornou graças à prescrição da punição disciplinar. Outras causas polêmicas foram: facilitar o arquivamento do caso das importações superfaturadas de Israel no governo Orestes Quércia; o caso Cobrasma, o escândalo dos precatórios, os desvios do fórum trabalhista de São Paulo.
Rocha Mattos fazia parte de um esquema de venda de sentenças descoberto no Estado de São Paulo, Brasil, envolvendo, como mentores, além dele, o então agente da Polícia Federal César Herman Rodriguez, o então delegado federal José Augusto Bellini e o advogado e ex-delegado federal Jorge Luiz Bezerra da Silva e, como planejadores, executores e gerenciadores da organização financeira da quadrilha, Norma Regina Emílio Cunha, auditora fiscal aposentada e ex-mulher do juiz Rocha Mattos, o advogado Carlos Alberto da Costa Silva, e o advogado Affonso Passarelli Filho. Hoje, a Operação Anaconda é considerada um dos maiores escândalos do Poder Judiciário Brasileiro.
Rocha Mattos foi acusado de ser o principal mentor da organização criminosa. Ele foi preso ainda em 2003, e condenado a 12 anos de prisão por formação de quadrilha, denunciação caluniosa e abuso de autoridade , ficando quase 8 anos na cadeia, e passou para a prisão domiciliar em abril de 2011.
Em 25 de outubro de 2005 depôs na CPI dos Bingos, afirmando que não houve interesse das autoridades na apuração do assassinato do prefeito Celso Daniel. Rocha Matos afirmou que ouviu as fitas com diálogos telefónicos entre integrantes do PT e pessoas supostamente envolvidas no assassinato do prefeito. Nas fitas, o chefe de gabinete do presidente Lula, Gilberto Carvalho, supostamente orienta outras pessoas como se manifestar para a imprensa no que diz respeito ao caso Celso Daniel. Rocha Matos afirmou que Gilberto Carvalho "é a chave para elucidar a morte de Celso Daniel".
Em novembro de 2009, numa reunião a porta fechadas, 18 desembargadores da Corte Especial do Tribunal Regional Federal decretaram a prisão preventiva de Rocha Mattos. Na semana anterior ele teria anunciado possuir dossiês contra os colegas que decidiram prendê-lo, supostamente para intimidá-los.
Além da negociação de sentenças judiciais e da interferência para nomear parentes e amigos, o grupo liderado por Rocha Mattos se mobilizava por objetivos menores, como grampear desafetos, pedir ingressos gratuitos para shows como de Roberto Carlos e chapas frias para escapar das multas de trânsito. Foi preso logo em seguida, juntando-se na cadeia à ex-mulher e a outros sete membros da suposta gangue, incluindo delegados federais, advogados e empresários, presos havia oito dias.
Ficou preso até ganhar o direito ao regime semiaberto, em 2011.
Foi condenado em abril de 2015 a 17 anos de prisão pelos crimes de lavagem de dinheiro e evasão de divisas. Entre as irregularidades apontadas na sentença, está a movimentação de milhões de dólares sem origem declarada em uma conta na Suíça. As autoridades encontraram 550,5 mil dólares na casa de Norma e o equivalente a 790 mil reais em contas no Brasil e no exterior. Após sua ex-esposa ter o sigilo bancário quebrado, foi encontrado um depósito de 116 mil reais de uma companhia que tinha relações com um empresário absolvido em 2000 por Rocha Mattos em um processo por crimes contra o sistema financeiro.
Em 8 de outubro de 2015, a Procuradoria-Geral da República informou que repatriou US$ 19,4 milhões (R$ 77 468 096, segundo cálculos da Justiça) depositados pelo ex-juiz João Carlos da Rocha Mattos na Suíça. O valor foi depositado na Conta Única do Tesouro Nacional.
Em março de 2015, durante um desdobramento da Operação Lava Jato foi realizada conexão de Rocha Mattos e sua ex-esposa com a doleira Nelma Kodama. Isto levou a busca e apreensão na casa de seu filho, Célio da Rocha Mattos (nascido nos Estados Unidos), por suspeita de envolvimento com a quadrilha de Kodama, ele seria o operador internacional da quadrilha, em Hong Kong. Durante a maior parte das investigações contra a Kodama, somente um integrante da quadrilha conseguia manter oculta a sua identidade, o responsável por parte das transações financeiras, um expert em informática que não deixava rastros e usava o falso nome de Fernando Souza. Célio só foi descoberto depois de outro integrante da quadrilha, Luccas Pace Júnior, fazer um acordo de colaboração com a Justiça. Ele teria sido iniciado em esquemas de lavagem de dinheiro pelo próprio pai na década de 1990.
Em 5 de outubro de 2016 Rocha Mattos voltou a ser preso para cumprir pena de crime de peculato pelo qual foi condenado, em junho de 2006, a quatro anos e seis meses de reclusão. Isto ocorreu no mesmo dia em que o Supremo Tribunal Federal manteve entendimento que permite a possibilidade de prisão após uma condenação em segunda instância.